# Gwen Jorgensen
Gwen Rosemary Jorgensen (Waukesha, 25 aprile 1986) è una triatleta statunitense, vincitrice alle Olimpiadi di Rio de Janeiro dell'oro nella prova femminile di triathlon.

## Palmarès
- Giochi olimpici|

Rio de Janeiro 2016: oro nella prova femminile.
- Mondiali

Edizione 2014: oro nella gara élite.
Edizione 2015: oro nella gara élite.
- Campionati statunitensi di triathlon: Oro nel 2013, 2014, 2015